# Crateromorpha obi
Crateromorpha obi är en svampdjursart som beskrevs av Menshenina, Tabachnick och Janussen 2007. Crateromorpha obi ingår i släktet Crateromorpha och familjen Rossellidae.
Artens utbredningsområde är Indiska oceanen. Inga underarter finns listade i Catalogue of Life.